# 中国工农红军第八军
中国工农红军第八军，简称红八军，中国工农红军历史上有三支红八军。

## 广西龙州起义部队
1930年2月1日，俞作豫率国民政府广西警备第五大队在龙州起义，部队也编为红八军，军长俞作豫、参谋长宛旦平、政治部主任何世昌，下辖第一纵队，纵队长何家荣、政治委员潘裕明；第二纵队，纵队长俞作豫（兼任）、政治委员涂振农；第三纵队，纵队长黄飞虎，全军共2000人。3月，邓小平政治委员，不久，红八军因受李宗仁的进攻，基本覆灭，全军仅剩100余人，后编入红七军。

## 湘鄂赣红三军团主力部队
1930年6月，由李灿、何长工率领的红五军第五纵队按照中共中央军委指示，在湖北东南改编成红八军，并与红五军合编为红三军团。军长李灿（后何长工代）、政治委员邓乾元、政治部主任柯庆施。下辖
- 第一纵队，司令员刘文琪、政治委员彭雪枫；
- 第二纵队，司令员程子华、政治委员郭一清；
- 第三纵队，司令员谢振亚、政治委员黄克诚
- 第四纵队司令员陈奇，为赣北游击队改编
- 第五纵队司令员黄刚，为鄂东游击队改编。

1930年10月，四纵和五纵在湖北黄梅考田镇改编为红十五军，军长蔡申熙，军政委陈奇，政治部主任周吉可；原四纵改编为第一团，团长查子清，团政委李奚石；原五纵改编为第三团，团长黄刚，团政委陈奇。1930年冬，红十五军脱离鄂东苏区，转移至鄂豫皖苏区，部队被分散隶属于后来的红四方面军战斗序列的各部队。
1933年6月，中央红军进行整编，取消军一级编制，红八军番号取消。 

## 湘赣苏区部队
1932年春湘赣苏区的红军独立第一、三师合编成第三个红八军，全军2200余人。代理军长李天柱、政治委员王震、参谋长李达。后历经沿革现为陆军合成第一三九旅。